# One Penn Plaza
One Penn Plaza är en skyskrapa som ligger på Manhattan i New York, New York i USA.
Byggnaden uppfördes 1972 som en fastighet för kontorsverksamhet. Den är 228,6 meter hög och har 57 våningar.